# Tom Birrell
Thomas Anthony Clement Birrell (Londen, 25 juli 1924 − Oxford, 22 mei 2011) was een Brits gewoon hoogleraar Engelse letterkunde en rector magnificus aan de Radboud Universiteit Nijmegen.

## Biografie
Birrell werd te Londen geboren als zoon van een presbyteriaanse vader en een Ierse, rooms-katholieke moeder; hij werd katholiek opgevoed. In de Tweede Wereldoorlog diende hij in het Britse leger, onder andere in Nederland. Hij slaagde in 1947 voor zijn examen aan Cambridge University met lof. Daarna was hij docent in Engeland alvorens in 1949 benoemd te worden tot gewoon lector in de Engelse taal- en letterkunde aan de Katholieke Universiteit Nijmegen; zijn openbare les had tot onderwerp de Paapse samenzwering en waarbij hij erop wees dat een katholieke universiteit ook katholieke schrijvers zou moeten bestuderen, een onderwerp wat hij zelf later ook ter hand nam, en wat ook een onderwerp zou zijn voor zijn inaugurele rede uit 1953 na zijn benoeming tot hoogleraar. In 1952 werd hij daar benoemd tot gewoon hoogleraar met dezelfde leeropdracht. In 1962 werd hij benoemd tot buitengewoon hoogleraar Amerikaanse en moderne Engelse letterkunde aan de Universiteit van Amsterdam, een ambt dat hij tot en met 1974 zou bekleden; zijn inaugurele rede hield hij op 28 januari 1963 onder de titel Amerikaanse letterkunde aan de universiteit?. In het academiejaar 1963-1964 was hij rector magnificus van de Nijmeegse universiteit. Tijdens zijn rectorschap kreeg hij te maken met de zogenaamde affaire-Henk Michielse, naar buiten gebracht door Ton Regtien, over het waarderende oordeel van prof. dr. Zacharias Anthonisse over het volgens anderen extreemrechtse schotschrift De kerk van Johannes. Bij de overdracht van zijn rectoraat bepleitte hij de voortzetting van het eenjarig rectoraat vanwege de bijzondere ervaring die dat hoogleraren geeft; andere universiteiten kenden een meerjarig rectoraat. In 1977 werd hij wegens zijn verdiensten benoemd tot Commandeur in de Orde van Oranje-Nassau. In 1984 werd hem een liber amicorum aangeboden ter gelegenheid van zijn 60e verjaardag, mede geredigeerd door zijn collega en promovendus prof. dr. Ger Janssens (1937-2019); in datzelfde jaar ging hij met emeritaat.
Birrell publiceerde voor het eerst in 1961 zijn handboek Geschiedenis van de Engelse literatuur, dat door Elisabeth de Roos positief werd besproken. Voorts schreef hij voor- of nawoorden bij Nederlandse vertalingen van werk van Britse schrijvers. In 1982 verscheen zijn Amerikaanse letterkunde dat onder anderen door zijn leerling Frans Kellendonk kritisch-waarderend werd besproken, ook al kwam de vertaler en diens promovendus dr. Jos Blom (1948) er bepaald slecht vanaf.
Birrell keerde in 1984 terug naar Londen, verhuisde in 1990 naar Oxford, en bestudeerde daar verder de bibliotheek van de Royal Collection van het British Museum zoals die in 1757 daar terecht gekomen was, maar later weer verspreid geraakt was; dit onderzoek was hij al gestart in zijn vakanties tijdens zijn Nijmeegse periode. Dit onderzoek was erop gericht die koninklijke bibliotheek te reconstrueren, en leidde ondertussen tot andere artikelen, bijvoorbeeld die over de bibliotheek van John Morris die in 1662 in de Royal Collection was terecht gekomen, en de bibliotheek van Isaac Casaubon, waarover hij publiceerde in het liber amicorum voor Wytze Gs Hellinga in 1976.
Prof. dr. T.A. Birrell overleed te Oxford in 2011 op 86-jarige leeftijd.

### Eigen werk
- The problems of the catholic novelist. Exeter, 1947.
- The frontiers of criticism. A survey and a plea for classification. Exeter, 1948.
- Catholic allegiance and the popish plot. A study of some Catholic writers of the Restoration period. Nijmegen [etc.], 1950 (openbare les).
- Is integrity enough? A study of George Orwell. [S.l., 1950].
- Where the rainbow ends. A study of D.H. Lawrence. [S.l., 1951].
- Non-catholic writers and catholic emancipation. An aspect of Sidney Smith, Shelley, Coleridge and Cobbett. Nijmegen [etc.], 1953 (inaugurele rede, Nijmegen).
- Latter-day recusants. [S.l., 1954].
- A register of students of recusant history. Nijmegen, 1959.
- Geschiedenis van de Engelse literatuur. Utrecht/ Antwerpen, 1961.
  - Engelse letterkunde. Utrecht [etc.], 1969².
  - Engelse letterkunde. Overzicht van de belangrijkste schrijvers en stromingen, van Geoffrey Chaucer tot T.S. Eliot. 6e druk.  Utrecht [etc.], 1985.
- De culturele achtergrond van twee wetenschappelijke revoluties. Het Londen van Robert Hooke en het Philadelphia van James Logan. Nijmegen [etc.], 1963 (diesrede).
- Amerikaanse letterkunde aan de universiteit? Nijmegen [etc.], 1963 (inaugurele rede, Amsterdam).
- Engelse literaire critiek op zoek naar een methodologie. Opmerkingen omtrent enige recente tendenzen in Engelse en Amerikaanse universiteiten. Nijmegen, 1963.
- De Katholieke Universiteit in 1963-1964. Utrecht/Nijmegen, 1964 (rede uitgesproken bij de overdracht van het rectoraat op maandag 21 september 1964 door de aftredende rector magnificus). Nijmegen, 1964.
- The library of John Morris. The reconstruction of a seventeenth-century collection. London, 1976.
- Amerikaanse letterkunde. 1982, 1986² en 1993³.
- Shakespeare stuk voor stuk. Utrecht [etc.], 1985.
- Engels als vreemde letterkunde. Nijmegen, 1986 (afscheidsrede, Nijmegen).
- English monarchs and their books from Henry VII to Charles II. London, 1987.
- Aspects of book culture in early modern England. Farnham [etc.], 2013.

### Vertaling
- Frits van der Meer, Atlas of Western civilization. 1954 en 1960².